# 海石五
海石五，又稱為船底座υ（υ Car）是一个位于南天星座船底座的双星。它是在船底座南边的钻石十字星群的一部分。海石五系统的综合视星等为2.97，距离地球大约1,400光年。
在中国星官系统中，这个恒星被称为海石五。

## 物理性質
主星船底座υA，恒星分类A8Iab，是一个超巨星，已经耗尽核心的氢并演化离原本的O8V主序星。视星等3.08等，表面温度7,600K使它发出白色的光芒。
伴星船底座υB，是一顆巨星，分類為B7 III，不過Mandrini和Niemela (1986) 認為這顆恆星可能是一顆次巨星，分類為B4-5 IV。该星的表面温度大约23,000K，发出蓝白色光芒。
两星的角距离为5.03弧秒。作为一个联星系统，估计他们会有至少19,500年的轨道周期和2,000天文单位的距离。这个系统大约有1200万年的年龄。
在未来的7500年，南天极会经过这个恒星和海石二附近。